# Chrostobapta insulata
Chrostobapta insulata är en fjärilsart som beskrevs av W. Warren 1898. Chrostobapta insulata ingår i släktet Chrostobapta och familjen mätare. Inga underarter finns listade i Catalogue of Life.